# Пјано деј Роси-Суд (Козенца)
Пјано деј Роси-Суд је насеље у Италији у округу Козенца, региону Калабрија.
Према процени из 2011. у насељу је живело 73 становника. Насеље се налази на надморској висини од 439 м.